# راجيش
راجيش هو ممثل هندي (وحمل سابقاً جنسية الراج البريطاني)، ولد في 15 أبريل 1935 في الهند.

## وصلات خارجية
- راجيش على موقع IMDb (الإنجليزية)